# Magno Mocelin
Magno Mocelin, conocido como "Magno" (26 de febrero de 1974 en Curitiba, Brasil), es un exfutbolista brasileño con nacionalidad italiana que jugaba de delantero.

## Carrera
Magno inició su carrera profesional en 1993 en las filas del C.R. Flamengo (Campeonato Brasileño de Serie A), para pasar la temporada siguiente al Grêmio F. Porto Alegrense (Campeonato Brasileño de Serie A). En 1996 regresó a la disciplina Rubro-Negro.
En la temporada 1996-1997 dio el salto a Europa fichando por el  F.C. Groningen (Eredivisie), donde jugó dos temporadas y pudo debutar en la Copa Intertoto.
Tras el descenso del club Boeren a la Eerste Divisie, Magno fichó por el recién ascendido Deportivo Alavés (Primera División). Durante las 6 temporadas que permaneció en Mendizorroza se convirtió en el jugador con más partidos jugados del club babazorro en la 1ª División y consiguió el subcampeonato de la Copa de la UEFA en la temporada 00/01 (Entró en la 2ª parte y acabó expulsado por doble tarjeta amarilla). En verano de 2004 la llegada de Dmitry Piterman, ya con el Deportivo Alavés en 2ª, supuso su salida del club.
Tras una breve experiencia en los Países Bajos en las filas del De Graafschap D. (Eredivisie), Magno inició su última etapa deportiva en el fútbol chipriota jugando en las filas del A.C. Omonia Nicosia (2005-2008) y A.E.K. Larnaca (2008-2009), compitiendo ambos conjuntos en la Primera División de Chipre.

## Clubes
| Club       | País         | Año       |
| ---------- | ------------ | --------- |
| Flamengo   | Brasil       | 1993-1994 |
| Grêmio     | Brasil       | 1995      |
| Flamengo   | Brasil       | 1996      |
| Groningen  | Países Bajos | 1996-1998 |
| Alavés     | España       | 1998-2004 |
| Graafschap | Países Bajos | 2004-2005 |
| Omonia     | Chipre       | 2005-2008 |
| Larnaca    | Chipre       | 2008-2009 |